# Hugo Miranda
Hugo Miranda (30 gennaio 1979) è uno schermidore portoghese.

## Biografia
Nei campionati europei di scherma ha conquistato una medaglia d'oro a Funchal nel 2000, nella gara di fioretto a squadre.

## Palmarès
In carriera ha conseguito i seguenti risultati:
- Europei di scherma

Funchal 2000: oro nel fioretto a squadre.